# Aphrodite (Schiff, 1878)
Die Aphrodite (ex britisch Ryevale) war eine deutsche Bark, die 1905 vor Puntarenas/Costa Rica strandete und wrack wurde.

## Geschichte
Das Schiff wurde als Ryevale auf der Werft Birrell, Stenhouse & Co. in Dumbarton, Schottland, für die Reederei Wm. Wylie & Co. in Glasgow gebaut. Heimathafen des Schiffes wurde Glasgow.
Die erste Reise der Ryevale ging nach Rio de Janeiro. Ab 1881 wurde sie von Browne & Watson, ebenfalls in Glasgow, betrieben. Am 3. November 1899 geriet sie auf einer Reise von Shields nach Callao/Peru vor der irischen Küste in einen schweren Sturm, wurde teilweise entmastet und drohte zu sinken. Sie konnte jedoch durch die Fischdampfer Skomer und Manorbier Castle am 9. November nach Queenstown eingebracht werden.
1901 wurde die Bark von der Bremer Reederei Carl Johann Klingenberg & Co. erworben und nach der griechischen Göttin in Aphrodite umbenannt. Am 9. Dezember 1904 lief die Bark aus Hamburg mit einer Ladung für Guayaquil aus. Bereits am 10. Dezember gg. 01.00h strandete sie vor Juist, hatte allerdings keinen Schaden genommen. Der Seeunfall war auf die Trunkenheit des Kapitäns Albert Hauenstein zurückzuführen. Der ebenfalls betrunkene 1. Steuermann wurde auf Juist abgesetzt. 
Auf der Weiterreise musste am 24. Dezember aufgrund schlechter Witterung ein Teil der Decksladung aus Glas und Emaille über Bord gegeben werden. Vom Zielhafen Guayaquil reiste die Aphrodite nach Puntarenas. Hier strandete sie am 7. Juli 1905 beim Einlaufen in die Bucht von Playa Blanca. Kapitän Hauenstein war nicht dem Rat des Lotsen gefolgt, erst am nächsten Tag bei besseren Windverhältnissen einzulaufen. Hauenstein hatte selbst das Ruder übernommen. Bei der Strandung wurde die Aphrodite sofort leck und legte sich auf die Seite. Hauenstein ertrank in seiner Kajüte; vermutlich bei der Rettung von Wertgegenständen. Die Mannschaft und der Lotse konnten sich in die Schiffsboote retten. 
Das Seeamt Bremerhaven verhandelte den Fall am 27. April 1906 und kam zu dem Schluss, dass beide Unfälle auf das Verhalten des Kapitäns zurückzuführen war. Der 2. Steuermann habe sich bei der Rettung der Mannschaft umsichtig verhalten. Was aus dem Wrack wurde, ist unbekannt. Von der Bark existiert ein Ölgemälde von John Henry Mohrmann (* 16. Dezember 1857 Estebrügge/Königreich Hannover, † 22. Februar 1916 Alberta/Kanada) aus dem Jahre 1901.